# 분홍립스틱
《분홍립스틱》은 2010년 1월 11일부터 같은 해 8월 6일까지 방영된 MBC 아침 드라마이다.

## 기획 의도
남편하고 친구에게 배신당하고 모든 것을 잃은 한 여자의 복수를 담은 드라마.

## 등장 인물

### 주요 인물
- 박은혜(유가은)
- 이주현(박정우) : 가은의 첫 번째 남편 (아역 류의현)
- 박광현(하재범) : 가은의 세 번째 남편, 호걸 홈쇼핑 본부장
- 서유정(김미란) : 가은의 친구이자 정우의 내연녀

### 가은의 주변 인물
- 남일우(유동국) : 가은 아버지, 태양어페럴 창업주
- 김영란(정해실) : 가은 의붓어머니, 영은의 친모
- 문지윤(유경철) : 가은의 잃어버린 동생
- 김민좌(유영은) : 가은의 이복동생
- 김수정(박나리) : 정우 & 가은의 딸
- 원종례(오수지) : 동국의 여자친구, 청담동 고급의상실 주인

### 정우의 주변 인물
- 오미연(한분녀) : 정우 어머니, 가은 시어머니
- 김은지(박정희) : 정우 동생, 가은 시누이
- 정유찬(영규) : 정우 비서

### 재범의 주변 인물
- 독고영재(맹호걸) : 아버지 친구, 가은의 두 번째 남편
- 황성웅(맹서진) : 호걸의 막내아들
- 백보람(윤나나) : 재범을 좋아함.
- 이상훈(여기별) : 맹호걸네 가사도우미

### 미란의 주변 인물
- 유지인(정말자) : 일명 배티 정, 미란 어머니
- 이정용(조용갑) : 말자 애인
- 송서연(김민주) : 미란의 재즈 학원 친구

### 그 외 인물
- 위양호
- 차성훈(윤 비서)
- 박재현
- 박미숙(유미)
- 김일웅

## 연장
- 방영 분량이 130부작에서 19회 연장되어 149부작으로 변경 · 확정되었다.